# アルコンベリー空軍基地
- アルカンバリー空軍基地

アルコンベリー空軍基地（アルコンベリーくうぐんきち、英語: RAF Alconbury）は、イングランドのケンブリッジシャーのアルコンベリーに位置するイギリス空軍の基地である。
在欧アメリカ空軍の第501戦闘支援航空団が所在している。
2009年に滑走路を含む敷地の大部分が売却され、アルコンベリー・ウィールドの住宅地となっている。

## 概要
1938年にイギリス空軍基地として開設され、1939年の第二次世界大戦勃発後はイギリス空軍の爆撃機基地として本格的に運用されることとなり、1941年12月11日にドイツがアメリカ合衆国に宣戦布告後は、アメリカ陸軍航空軍の爆撃機も基地を使用するようになった。
第二次世界大戦後、東側諸国との冷戦が勃発するとヨーロッパでの前線基地としてアメリカ空軍飛行隊の展開が行われ、冷戦後はヨーロッパにおける戦力縮小に伴い、戦闘支援部隊を駐留させるのみとなっている。
2015年1月8日にアメリカ国防総省は2020年までに、アルコンベリー空軍基地とモールズワース空軍基地からの撤退を発表し、両基地の部隊をノーサンプトンシャーのクロートン空軍基地に移駐させるとしたが、費用対効果を理由に2021年に撤回された。

## 所在部隊
アルコンベリー空軍基地には以下の部隊が所在している。
アメリカ空軍
- 第501戦闘支援航空団（英語版）
  - 第423基地群（英語版）
    - 第423工兵中隊
    - 第423通信中隊
    - 第423部隊支援中隊
    - 第423医療中隊
    - 第423警備中隊